# Taifa de Ronda
A taifa de Ronda foi um pequeno reino independente muçulmano que surgiu em 1015 no Alandalus após a desintegração que, desde 1008, vinha sofrendo o Califado de Córdova. A taifa de Ronda desapareceu em 1065 ao ser conquistada e integrada na Taifa de Sevilha.
A família berbere dos ifrânidas, pertencente à dinastia dos zenetas, encabeçada por Abu Nur Hilal ficou com o poder da cora de Tacuruna e, após expulsar o governador omíada que a regia, proclamou a sua independência e originou o reino taifa de Ronda em 1015, com capital em Izn-Rand Onda (a cidade do castelo), a atual cidade de Ronda.

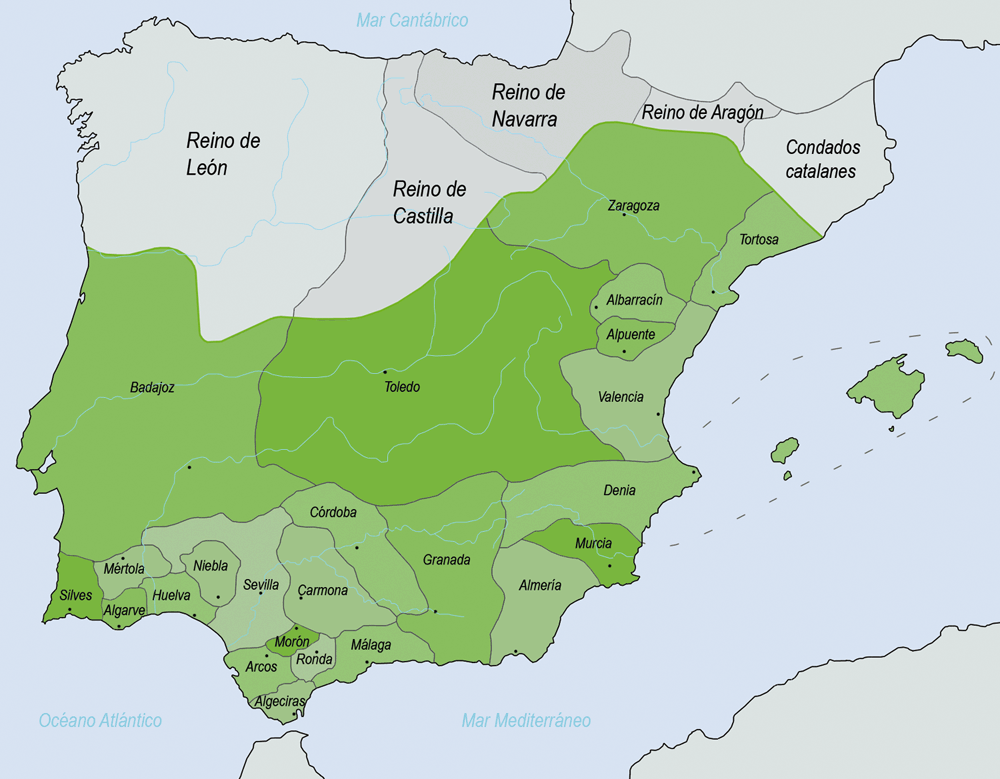
Os reinos de taifas em 1031

A taifa de Ronda esteve prestes a desaparecer como entidade independente em 1053 quando Almutadide mandou encarcerar Abu Nur Hilal em Sevilha, junto aos reis das taifas de Morón e de Arcos de la Frontera, circunstância que aproveitou seu filho Badis ben Hilal para ficar com o poder, que exerceria de uma forma despótica até Abu Nur Hilal ser liberado e recuperar o trono, após fazer executar o seu filho em 1058.
Nesta segunda etapa, Abu Nur Hilal ocuparia o trono durante apenas um ano, pois faleceu nesse mesmo 1058.
Após falecer Abu Nur Hilal, ocuparia o trono outro dos seus filhos, Abu Nars Fatuh.
Finalmente Almutadide anexou a taifa de Ronda a 10 de fevereiro de 1066, mandando emparedar Abu Nars Fatuh num dos banhos do seu palácio.